# Rudolf Hauthal
Rudolf Johannes Friedrich Hauthal, född 3 mars 1854 i Hamburg, död 1928 i Hildesheim, var en tysk geolog.
Hauthal blev 1890 avdelningsföreståndare vid det nygrundade La Plata-museet i Buenos Aires, Argentina, och 1896 professor i geologi vid La Plata-universitetet där. Han företog resor i Anderna inom Argentina, Chile, Bolivia och Peru. År 1906 återvände han till Tyskland, där han blev föreståndare för naturvetenskapliga avdelningen på Roemermuseet i Hildesheim. Bland hans skrifter märks Reisen in Bolivien und Peru (1911).